# Хлеба и игара
Хлеба и игара (латински: panem et circenses, дословно: „хлеба и циркуса" или „хлеба и игара“) је популарна метафора за методе којима власт обезбеђује подршку становништва тако што привидно задовољава његове краткорочне интересе и неважне потребе, а науштрб дугорочних интереса, односно да би му скренула пажњу с далеко важнијих проблема.
Израз потиче из сатиричне песме римског песника Јувенала с почетка 2. века у којој се он жали на апатију грађана Рима, који су захваљујући подели бесплатног хлеба и све већим интересовањем за гладијаторске игре и друге јавне спектакле у организацији државе, изгубили сваки интерес за политику и бригу о јавним стварима, односно препустили је владарима и њиховим бирократским кликама.
Данас се овај израз често користи и за критику масовних медија који све мање служе јавности, а све више се воде за профитом кроз „инфотаинмент“, односно инсистирање на тривијалним и баналним темама као што су спортска такмичења, живот „славних“ личности и ријалити ТВ, а насупрот озбиљних друштвених, економских и политичких проблема друштва.